# Récepteur C5a
 (mars 2025).
Le récepteur C5a, également connu sous le nom de récepteur du composant du complément 5a 1 (C5AR1) ou CD88 (Cluster of Differentiation 88), est un récepteur couplé à la protéine G (GPCR) pour le C5a. Il fonctionne comme un récepteur du complément.
Le récepteur C5a 1 est impliqués dans la réponse inflammatoire, l'obésité, le développement et les cancers,,. Du point de vue de la transduction du signal, l'activation du récepteur C5a 1 est impliquée dans le recrutement de la β-arrestine 2 via Rab5a, le couplage des protéines Gαi, la phosphorylation de ERK1/2, la mobilisation du calcium et l'activation de Rho conduisant à des fonctions en aval, telles que la sécrétion de cytokines, la chimiotaxie et la phagocytose.

## Cellules
Le récepteur C5a 1 est exprimé sur :
- Granulocytes
- Macrophages
- Monocytes
- Cellules dendritiques
- Lignée cellulaire HepG2 dérivée d'un hépatome
- Astrocytes
- Microglie

## Agonistes et antagonistes
Des agonistes et des antagonistes puissants et sélectifs du récepteur C5a 1 ont été développés,,,,,.